# Allocosa aurichelis
Allocosa aurichelis är en spindelart som beskrevs av Roewer 1959. Allocosa aurichelis ingår i släktet Allocosa och familjen vargspindlar. Inga underarter finns listade i Catalogue of Life.